# Senecio pampae
Senecio pampae là một loài thực vật có hoa trong họ Cúc. Loài này được Lingelsh. miêu tả khoa học đầu tiên năm 1910.